# Фукс Володимир Павлович
Володи́мир Па́влович Фукс (нар. 6 липня 1929 — пом. 22 вересня 2015) — український спеціаліст у галузі атомної енергетики, громадський діяч, Заслужений енергетик України.

## Біографія
Народився 6 липня 1929 року в місті Новосибірську. У 1952 році закінчив Томський політехнічний інститут за спеціальністю «Електричні станції, мережі і системи».
Трудову діяльність розпочав черговим інженером на Сибірському хімічному комбінаті в місті Томськ-7. З 1955 року — начальник цеху, з 1962 року — начальник електростанції.
З 1967 по 1976 роки працював заступником головного інженера Ленінградської АЕС у місті Сосновий Бор.
З серпня 1976 по березень 1998 року — директор Південно-Української АЕС, генеральний директор виробничого об'єднання і генеральний директор обособленого підрозділу «Південно-Українська АЕС» НАЕК «Енергоатом».
У березні 2000 року очолив консультативно-спостережну раду Національної атомної енергогенеруючої компанії України.
У 1992—1993 роках був президентом Ядерного товариства СРСР. У 1992 році став засновником Українського ядерного товариства й увійшов до складу його Правління. У 2010 році обраний віце-президентом Українського ядерного товариства і головою Української організації ветеранів атомної енергетики.
Неодноразово обирався депутатом Южноукраїнської міської ради та Миколаївської обласної ради, членом виконавчого комітету Южноукраїнської міської ради.

## Нагороди і почесні звання
Нагороджений українським орденом «За заслуги» 3-го ступеня (1997), радянськими орденами Трудового Червоного Прапора (1962, 1984), «Знак Пошани» (1975), російським орденом Дружби (1997), медалями, Почесною грамотою Верховної Ради України.
Має почесні звання «Заслужений енергетик України» (2004), «Заслужений працівник ВП ЮУ АЕС» (1998).
Рішенням виконавчого комітету Южноукраїнської міської ради від 28.06.1994 року № 285 присвоєне звання «Почесний громадянин міста Южноукраїнськ».
Указом Президента України від 19.08.2011 р. № 822/2011 нагороджений ювілейною медаллю «20 років незалежності України».